# 斯拉蒂納河

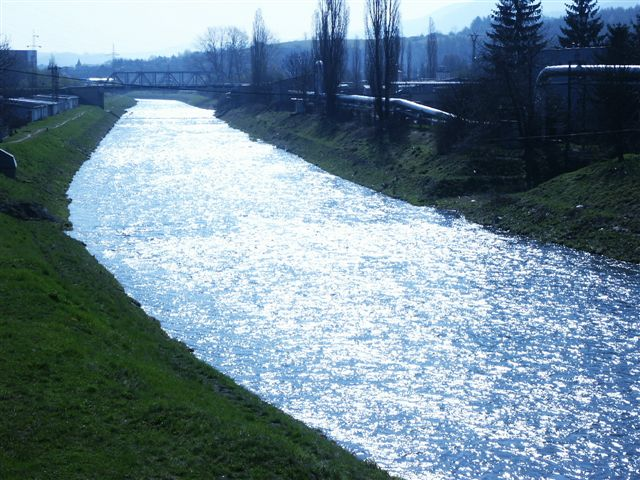

斯拉蒂納河是斯洛伐克的河流，位於該國中部，屬於赫龍河的左支流，河道全長55公里，發源自波拉納山，河畔城鎮有赫里尼奧瓦，最終在兹沃伦以西注入赫龍河。
48°33′41″N 19°06′22″E / 48.5614°N 19.1061°E